# Litoria viranula
Espèce
Litoria viranula est une espèce d'amphibiens de la famille des Pelodryadidae.

## Répartition
Cette espèce est endémique de Nouvelle-Guinée. Elle se rencontre du niveau de la mer jusqu'à 50 m d'altitude de Balimo en Papouasie-Nouvelle-Guinée à Merauke en Indonésie.

## Description
Les mâles mesurent jusqu'à 23,5 mm et les femelles jusqu'à 26,4 mm.

## Publication originale
- Menzies, Richards & Tyler, 2008 : Systematics of the Australo-Papuan tree frogs known as Litoria bicolor (Anura : Hylidae) in the Papuan region. Australian Journal of Zoology, vol. 56, no 4, p. 257–280.